# Кинотеатры Мелитополя
Кинотеатры в Мелитополе существуют с 1908 года. К концу 1980-х годов в городе насчитывалось 7 кинотеатров. Большинство из них были закрыты в 1990-е годы, так что в настоящее время в Мелитополе осталось только 2 действующих кинотеатра.

## История

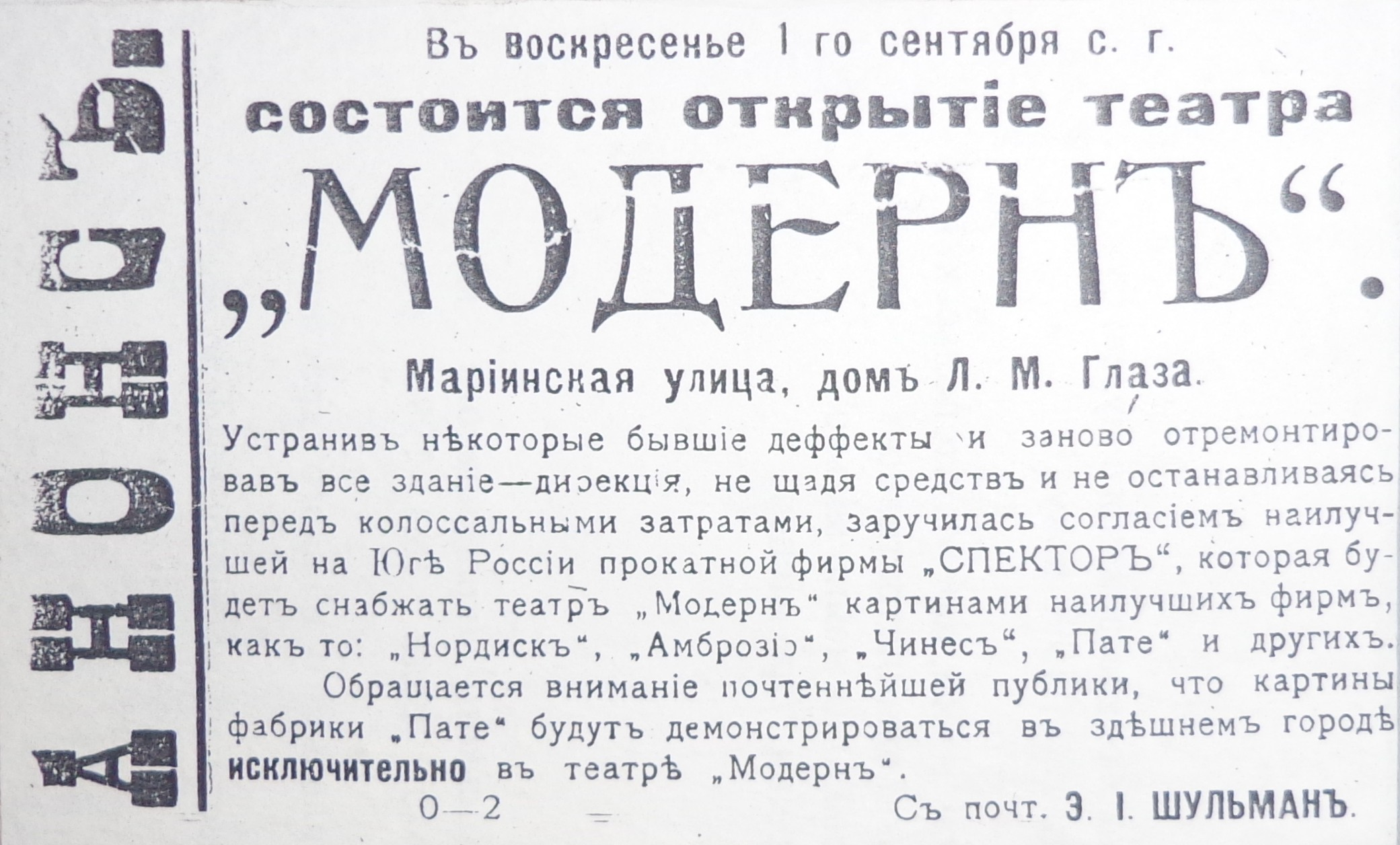
Объявление об открытии кинотеатра «Модерн»

Первый кинотеатр в Мелитополе был построен в 1908 году Ильёй Стамболи. Ещё до революции в городе открылся и второй кинотеатр.
Перед войной в Мелитополе работало 2 кинотеатра, им. Свердлова и «Красный факел». Часто в них с разницей в полчаса-час демонстрировался один и тот же фильм, и кассеты с фильмом срочно перевозились из кинотеатра в кинотеатр на линейке. Кроме того, в городе было 28 киноустановок в городских и рабочих клубах, в общежитиях.

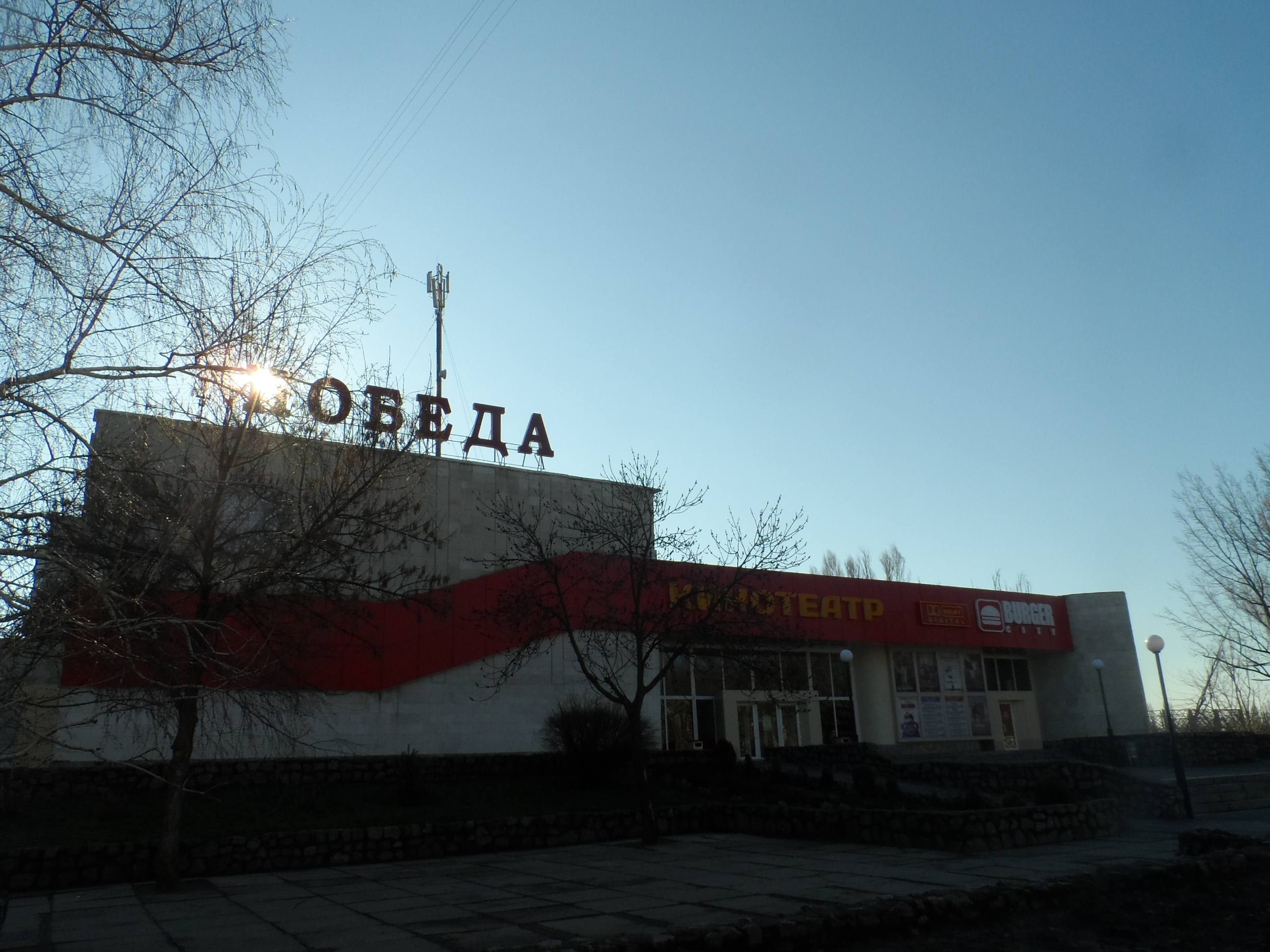
Единственный рабочий кинотеатр в городе

В годы германской оккупации в Мелитополе работал кинотеатр «Дойче Лихтшпиле» (нем. deutsche Lichtspiele — «немецкий кинотеатр»).
Во время боёв за Мелитополь кинотеатры были повреждены, но после войны открылись снова — «Красный факел» в 1948 году, а «Модерн» в конце 1950-х годов. В 1960 году в Мелитополе открылось сразу 3 новых кинотеатра — «Родина», «Украина» и «Красная звезда». Последним кинотеатром, открывшимся при советской власти, стал кинотеатр «Победа» (1988 год).
В 1990-е — 2000-е годы кинотеатры закрывались, а их здания перепрофилировались, так что к 2008 году кинотеатров в городе не осталось.
В 2012 году после реставрации открылся кинотеатр «Победа». Единственный работающий в городе и в настоящее время — трехзальник. Малый зал на 125 человек, большой зал на 234 человека и VIP-зал с диванами рассчитан на 142 человека. 3D кинотеатр «3D RealD».
В 2018 году в ДК Шевченко открылся кинозал.

## Список кинотеатров

### Закрытые
| Название                           | Расположение                    | Описание |
| ---------------------------------- | ------------------------------- | --- |
| Красный факел / им. 30-летия ВЛКСМ | ул. Дзержинского, 37            | Был построен мелитопольским предпринимателем и меценатом И. Б. Стамболи в 1908 году и стал первым в городе кинотеатром (или, как тогда говорили, «электробиографом»). После революции кинотеатр был переименован в «Красный факел». В 1936 году в «Красном факеле» была проведена реконструкция. Во время войны немцы устроили в здании кинотеатра конюшню. Около 1948 года кинотеатр получил новое название им. 30-летия ВЛКСМ. В 1990-е годы кинотеатр был закрыт, а его здание снесено. В 2000 году, во время рытья котлована на месте зрительного зала кинотеатра, была обнаружена неразорвавшаяся авиационная бомба времён Великой Отечественной войны. Сейчас на месте кинотеатра строительный магазин. |
| Модерн / им. Свердлова             | ул. Свердлова, 11               | Открылся до революции как кинотеатр «Модерн». Был разрушен в Великую Отечественную войну и восстановлен в конце 1950-х годов. В кинотеатре было 2 зала — голубой и зелёный. Сейчас в здании кинотеатра работают магазин, ночной клуб и гостиница. |
| Родина                             | просп. Богдана Хмельницкого, 36 | Детский кинотеатр «Родина» открылся в 1960 году. В фойе кинотеатра работал кукольный театр. Сейчас на месте кинотеатра магазин «Детский мир». |
| Украина                            | ул. Фрунзе, 54                  | Открытая в 1960 году, «Украина» стала первым широкоэкранным кинотеатром в городе. На открытии присутствовал известный советский режиссёр, мелитополец Григорий Чухрай. «Украина» была кинотеатром премьер, и обычно каждый новый фильм сначала неделю демонстрировался в нём, и только после этого передавался в другие кинотеатры Мелитополя. Сейчас в здании кинотеатра банк и молодёжный клуб. |
| Красная звезда                     | ул. Карла Либкнехта, 3          | Кинотеатр «Красная звезда» открылся в 1960 году. Сейчас в здании кинотеатра располагаются офисы. |
| Летний кинотеатр                   | Парк Горького                   | Открыт в 1954 году на базе летнего театра. В настоящее время закрыт, здание в аренде. |

### Действующие
| Название | Адрес, сайт                              | Описание |
| -------- | ---------------------------------------- | --- |
| Победа   | ул. Брив-ла-Гайард, 2; сайт              | Кинотеатр «Победа» открылся в 1988 году. В 2003 году кинотеатр был передан в аренду, а к 2008 году прекратил работу. Весной-летом 2012 года в здании кинотеатра (за исключением большого зала) была проведена реконструкция, и 8 сентября 2012 года, в День украинского кино, кинотеатр снова открылся. Сначала был открыт только малый зал вместимостью 125 мест, позже открылся и большой зал, который вмещает около 250 человек. |
| 5D cube  | пл. Победы, 3; сайт (недоступная ссылка) | Кинотеатр показывает короткие ролики (по 5-15 минут) с трёхмерным изображением, движением кресла и различными спецэффектами. |